# Сувалки
Сува́лки (пол. Suwałki [suˈvau̯ki], белор. Сувалкі, лит. Suvalkai, нем. Sudauen) — город в Польше, входит в Подляское воеводство. Занимает площадь 65,51 км², население — 69 758 человек (2019).

## Фотографии

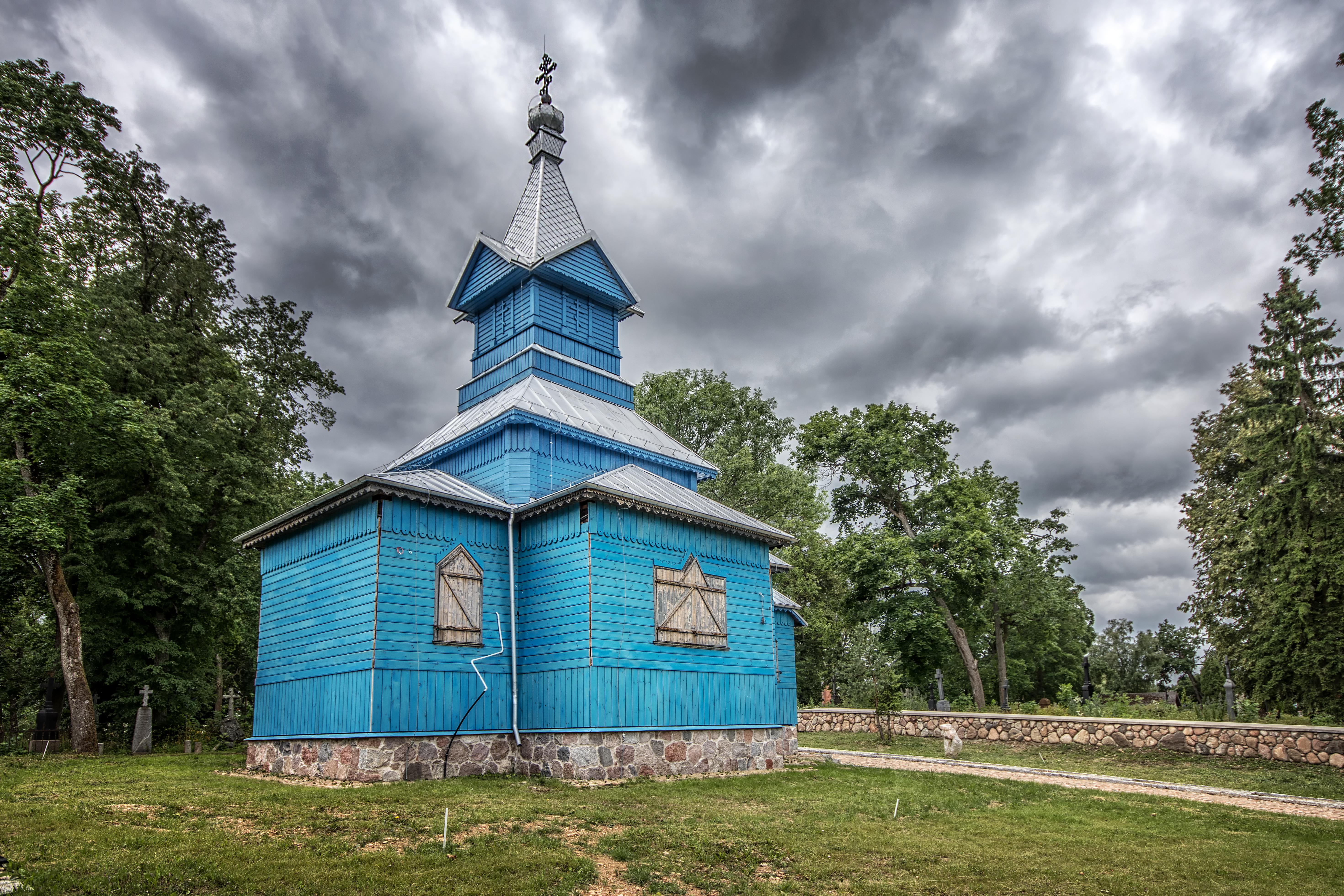
Православная церковь
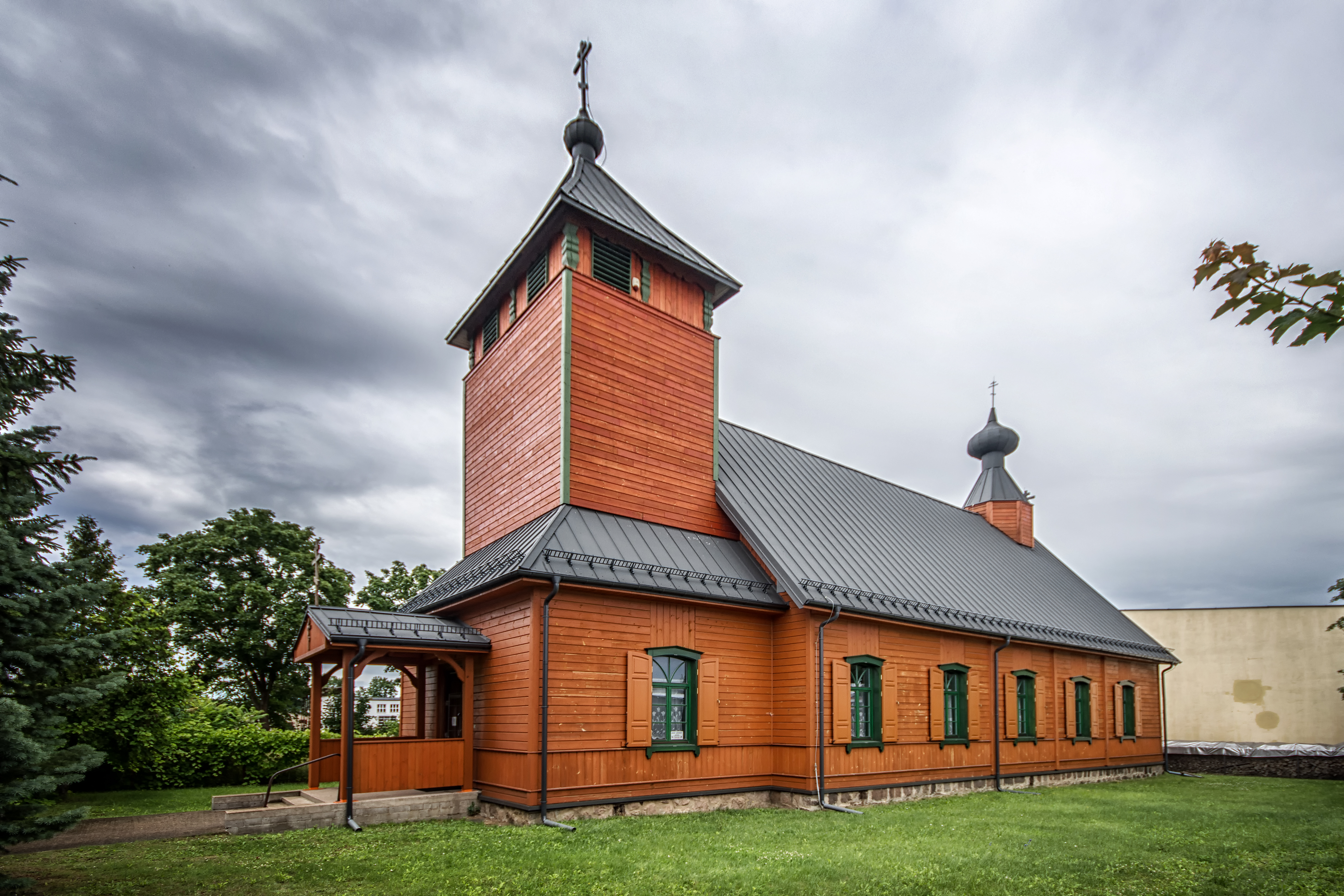
Моленная беспоповцев (Сувалки)
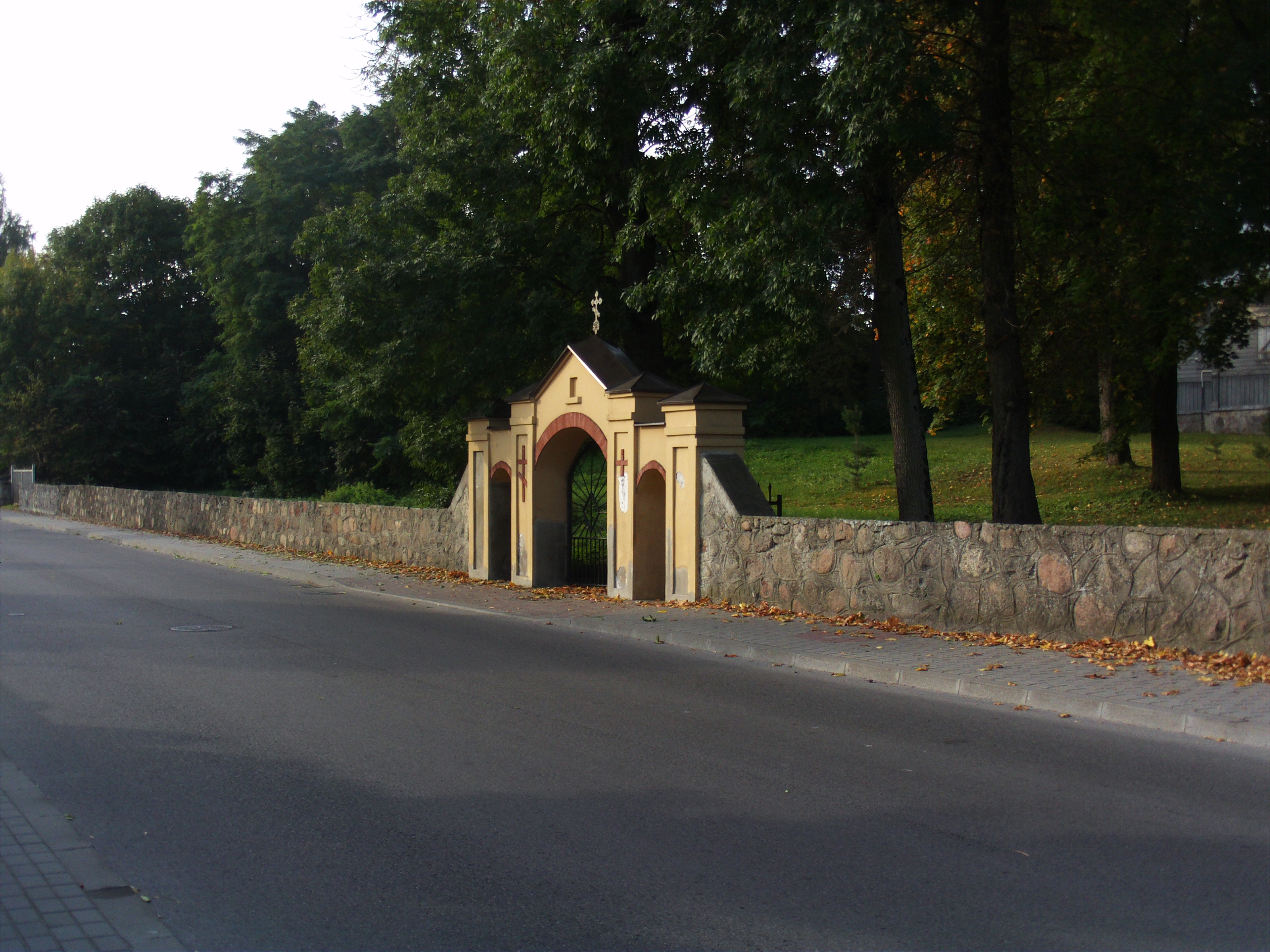
Кладбище
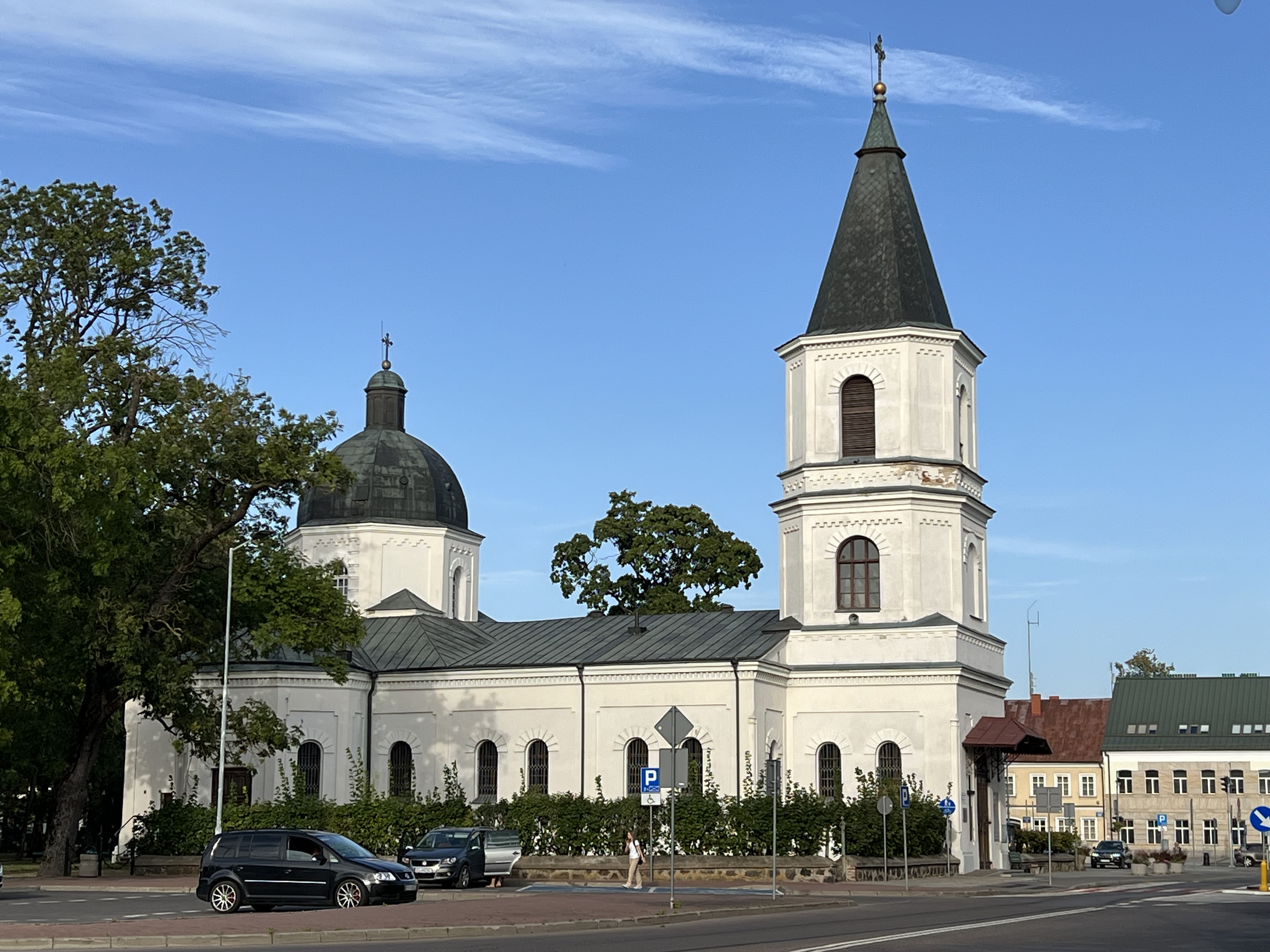
Церковь - (Ревиндикация)
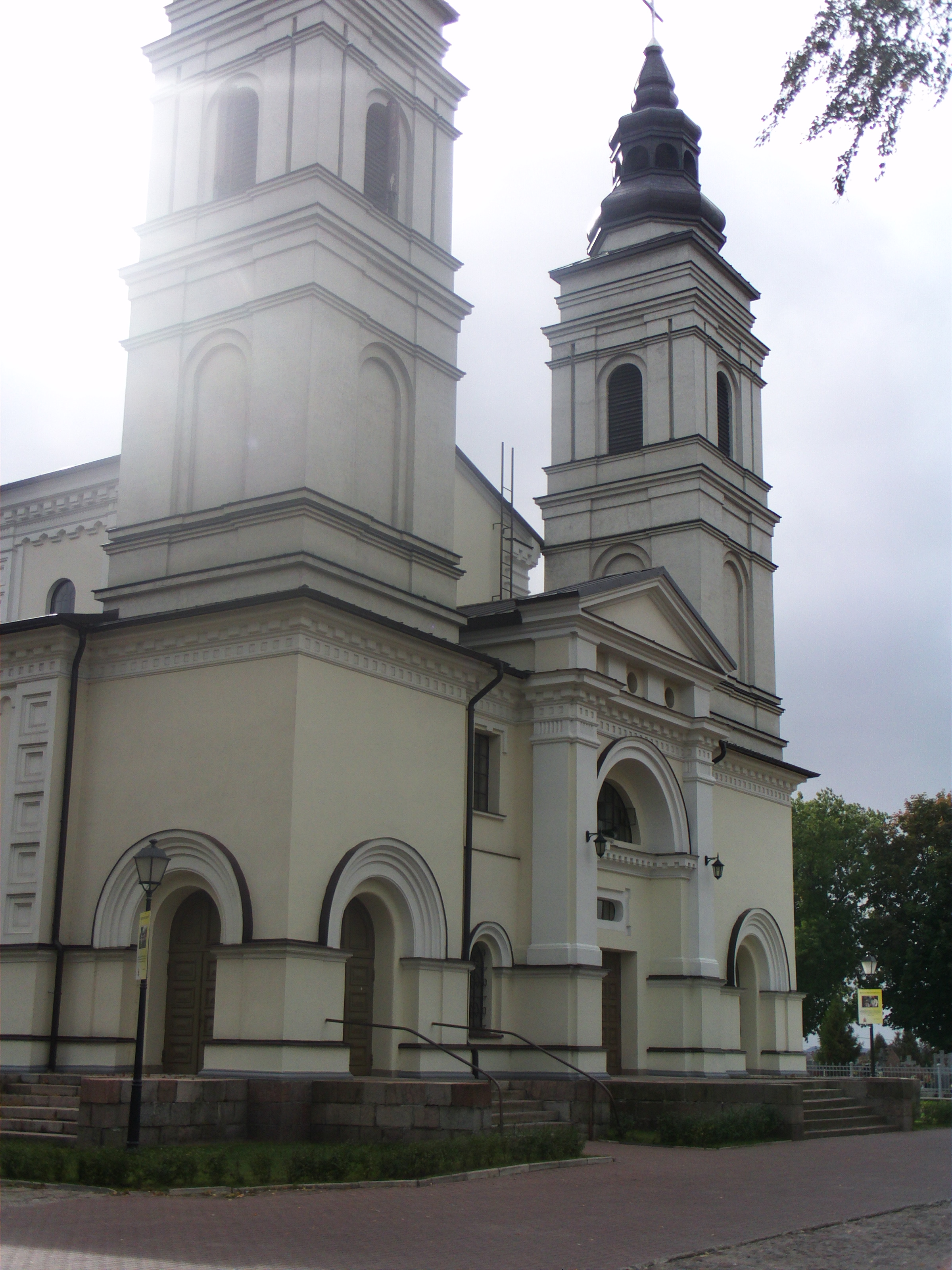
Церковь

## История
Заселение местности, занимаемой Сувалками, началось в XVI веке; первое упоминание — в 1688 году. В 1800 году здесь было 214 домов и 1184 жителя. Статус города получил 2 мая 1720 года.
При образовании Царства Польского Сувалки вошли в состав выдвинутой на север и представляющей собой, таким образом, почти анклав Августовской губернии, а в 1867 году стали губернским городом. В 1899 году в Сувалках находились каменный православный собор, католическая церковь, синагога, больницы св. Петра и Павла и еврейская, дом призрения (православный), католический детский приют, христианское благотворительное общество, мужская (375 мальчиков) и женская (236 девочек) гимназии, 4 одноклассных начальных училища (354 мальчика и 68 девочек), 1 воскресно-ремесленное училище (28 девочек), 2 частных училища (42 мальчика и 85 девочек). В это время основное население — евреи (53 %) и поляки (38 %).
В период до 1914 года в Сувалках дислоцировалась 2-я кавалерийская дивизия, затем — 20-й стрелковый полк Русской императорской армии.
После Гражданской войны в бывшей Российской империи и советско-польской войны (события 1918—1921 годов) город вошёл в состав Польши.
При разделе территории Польши между Германией и СССР в 1939 году (начальные этапы Второй мировой войны) район Сувалок, хотя он и не имел общей границы с будущим Генерал-губернаторством в составе Рейха, отошёл Германии и был присоединён к Восточной Пруссии под наименованием «Судавия» (Sudauen) (см. Договор о дружбе и границе между СССР и Германией). Немецкое руководство настаивало на этой уступке, неформально ссылаясь на уникальную охоту в этих заповедных местах, но по сути имея в виду присоединение Судавии как самой восточной области старой балтоязычной Пруссии ещё до её германизации (древнерусское название региона — Ятвягия), входившей в состав Немецкого ордена с 1283 по 1422 годы. В этом восточно-польском пограничном городе и его пригороде были развёрнуты усиленные ударные части вермахта.
В сувалкском выступе в 1941 году была сосредоточена северная ударная группировка в составе войск 3-й танковой группы и части сил 9-й армии вермахта, которая в дальнейшем наступала в район Минска. В годы Второй мировой войны в городе располагался нацистский концентрационный лагерь Stalag I-F (первоначально Offlag 68). Военнопленные, погибшие в Stalag I-F, захоронены на Кладбище советских военнопленных и солдат. 
От немецкой оккупации город был освобождён советскими войсками поздней осенью 1944 года. При этом кровопролитные бои в пригороде шли с августа. Непосредственное освобождение города началось 24 октября.
После Второй мировой войны город был отнесён к территории социалистической Польши.

## География
Город Сувалки находится в северо-восточной части Польши, недалеко от границы с Литвой, Беларусью и Калининградской областью России. Сувалки — второй по величине город в Подляском воеводстве после столицы Белостока. Недалеко от Сувалок находится полюс холода Польши. Сувалки имеют отличные условия для туризма, поскольку находятся недалеко от Национального парка Вигры.

## Экономика
В настоящее время Сувалки являются центром деревообрабатывающей промышленности, строительных материалов и продуктов питания. После трудного периода перехода и утраты статуса воеводского города социально-экономическая ситуация стабилизировалась. Многие компании экспортируют продукцию на восточные рынки и в страны Западной Европы.
В районе города месторождение магнетита Сувалки.

## Религия
Основная религия — католицизм. Существуют православные приходы (Всехсвятская и старообрядческая поморского согласия), протестантские (Лютеранская церковь Святой Троицы, община Пятидесятников и Церковь адвентистов седьмого дня).

## Стратегическое значение
Сувалки расположены в центре так называемого коридора Сувалки (англ. Suvalki gap) — отрезка польско-литовской границы длиной около 100 км, примыкающего на юге к Беларуси, а на севере — к Калининградской области России. По «коридору Сувалки» проходит единственная сухопутная связь НАТО с прибалтийскими государствами. По мнению специалистов, такая ситуация позволяет России легко отрезать Прибалтику от союзников по НАТО, чем и объясняется важное стратегическое значение региона.

## Достопримечательности
- Кладбище советских военнопленных и солдат

## Известные уроженцы
- Анджей Вайда (1926—2016), кинорежиссёр
- Самуил Душкин (1891—1976), американский скрипач
- Мария Конопницкая (1842—1910), писательница
- Лехослав Маршалек (1922—1991), польский режиссёр, мультипликатор и сценарист
- Евгения Мацкевич (1903—1943), блаженная Римско-католической церкви
- Хенрик Минкевич (1880—1940), военачальник
- Эмиль Млынарский (1870—1935), дирижёр
- Авраам Штерн (1907—1942), поэт и сионистский деятель
- Йозеф Хассид (1923—1950), скрипач
- Сергей Томилин (1877—1952), советский учёный, гигиенист, историк медицины
- Лазарь Шацкин (1902—1937), советский партийный деятель, один из основателей и руководителей ВЛКСМ
- Пинхас Сапир (1906—1975), министр финансов Израиля
- Джо Гринштейн[англ.] (1893—1977), американский силач

## Сувалкская гимназия
В гимназии учились:
- Оскар Авейде, юрист, один из руководителей восстания 1863 года;
- Александр Иванович Клизовский (1874—1942) — мыслитель, теософ (не окончил)[9];
- Альфред Ковальский-Веруш (не окончил);
- Мариан Станиславович Лялевич, архитектор;
- Винцас Петарис;
- Витольд Карлович Сонгайлло, главноуправляющий приисков Верхне-Амурской компании;
- Арон Львович Шейнман (1885—1944) — глава Госбанка РСФСР и СССР[10].

Учителями в гимназии работали:
- Вацлав Евгеньевич Гебельт, шахматный композитор и филолог.

## Города-побратимы
- Гранд-Сент, Франция
- Нутодден, Норвегия
- Варен, Германия
- Вырумаа, Эстония
- Черняховск, Россия
- Мариямполе, Литва
- Алитус, Литва
- Тернополь, Украина

## Фотографии

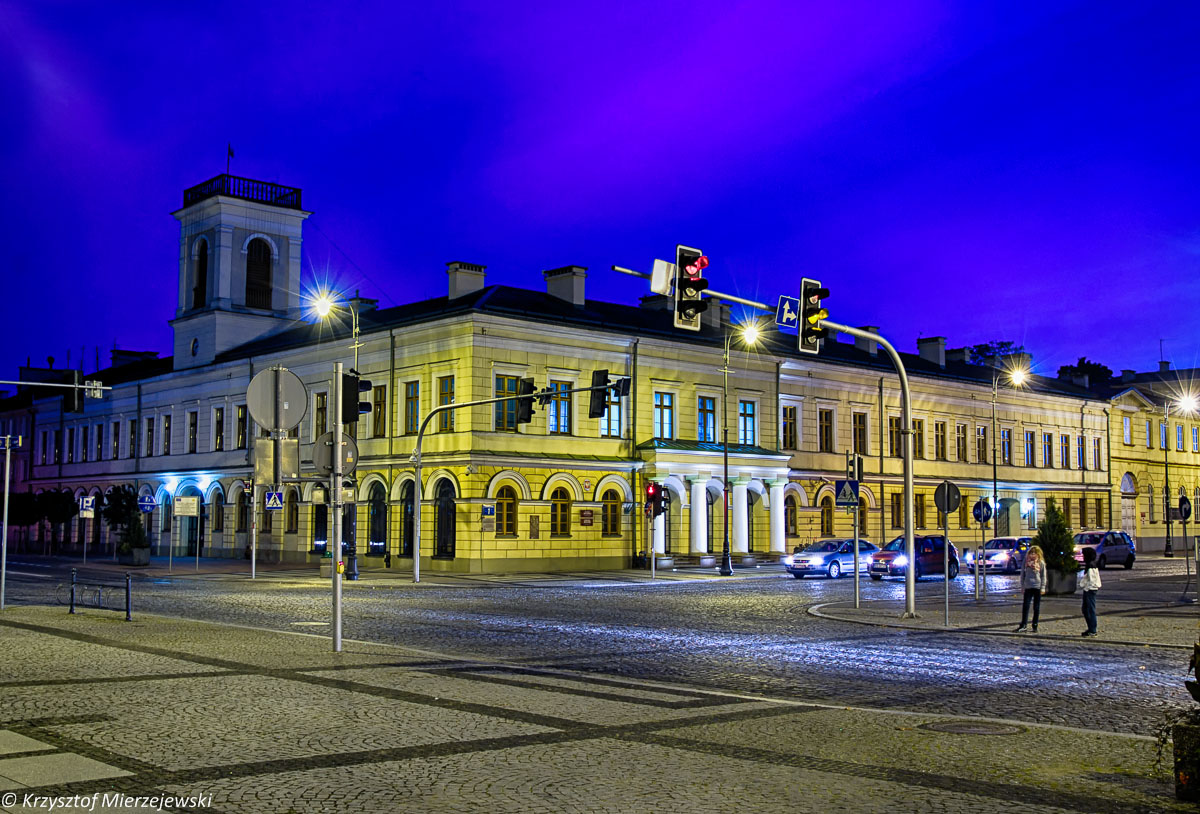
Ратуша
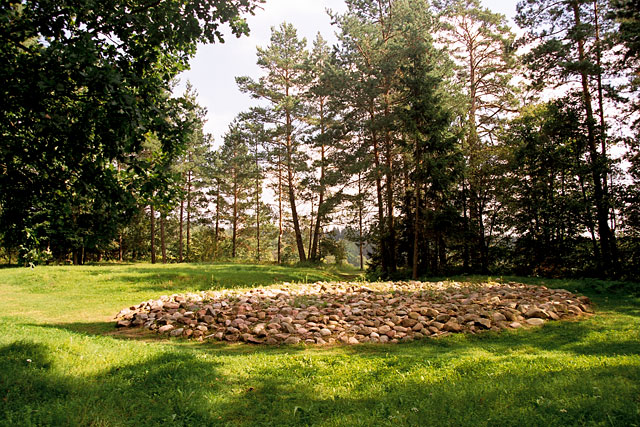
Ятвяжский курган
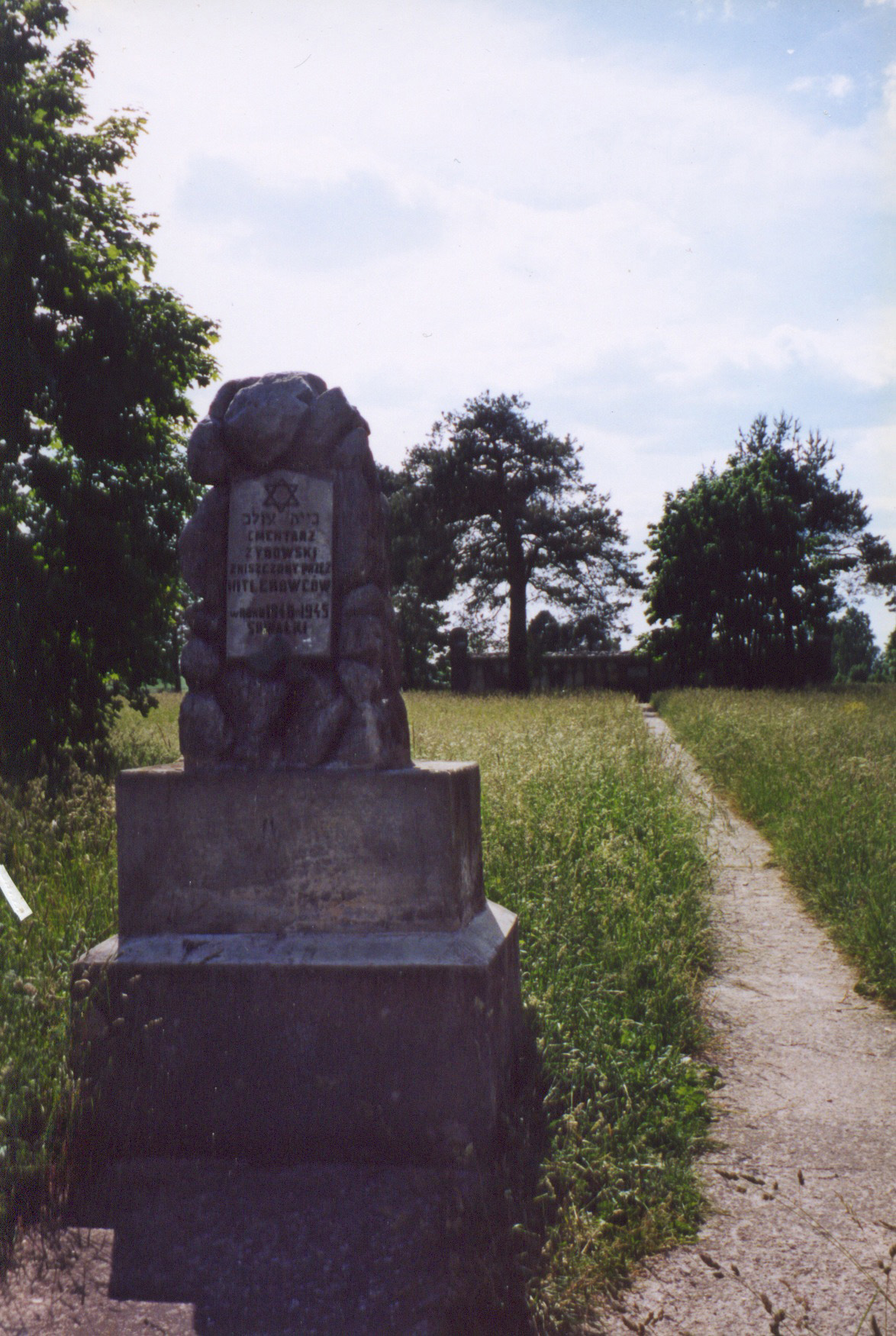
Памятник на еврейском кладбище
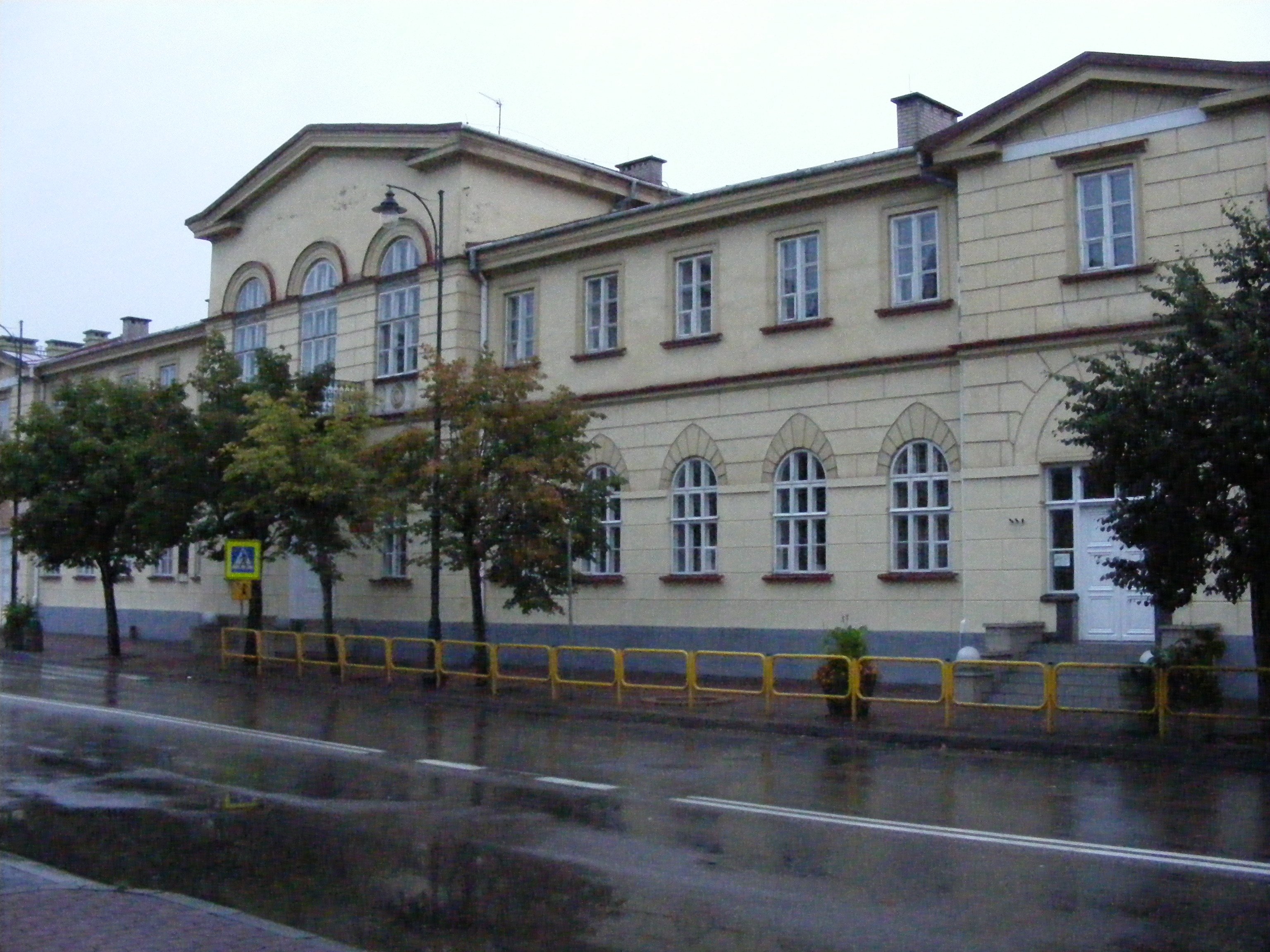
Лицей имени Марии Конопницкой
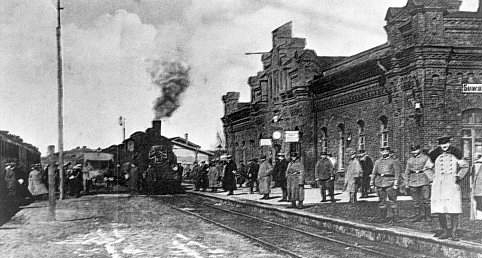
Железнодорожный вокзал, 1917 год
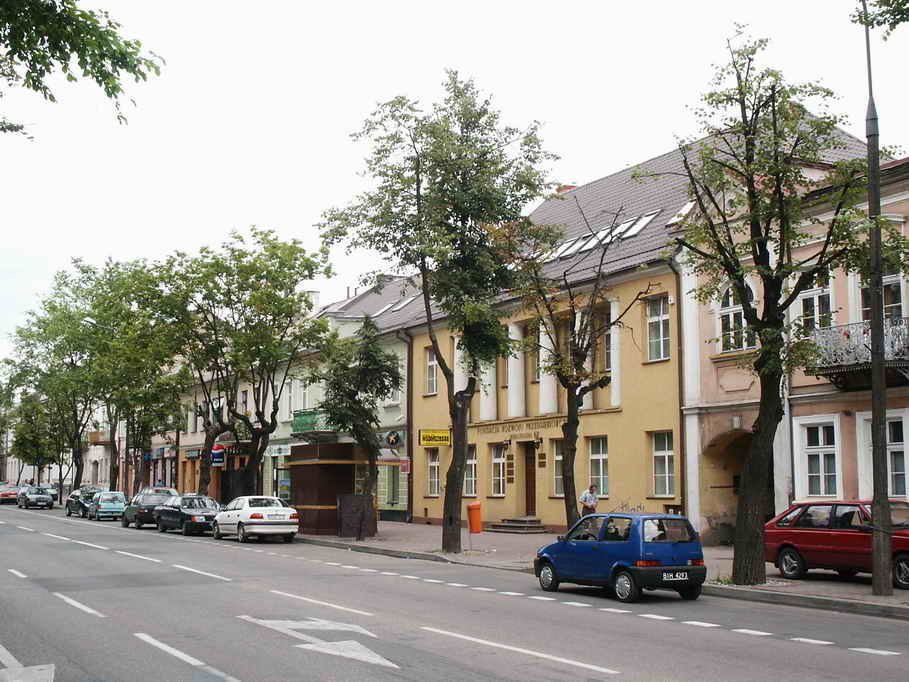
Улица Тадеуша Костюшко
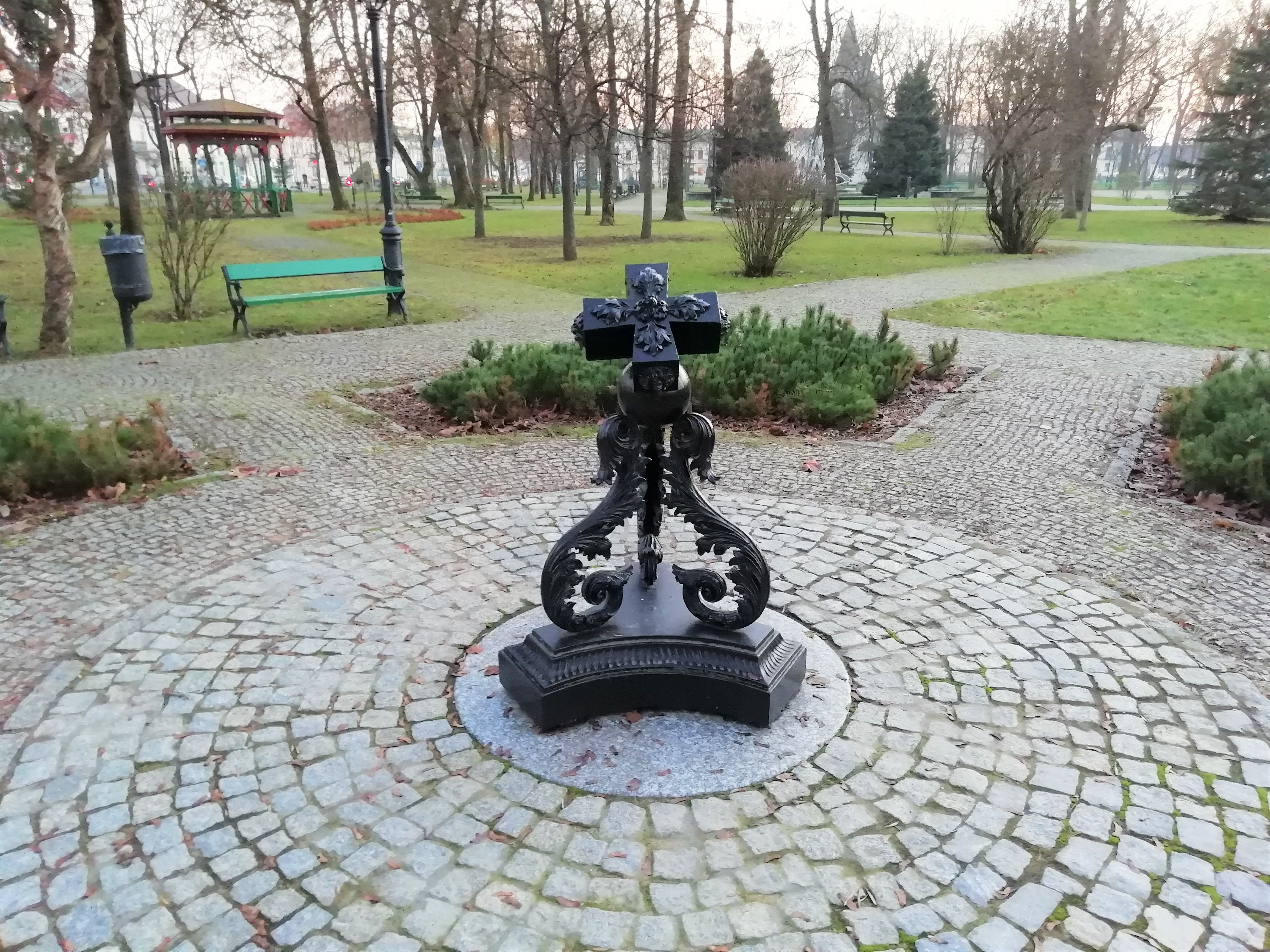
Парк
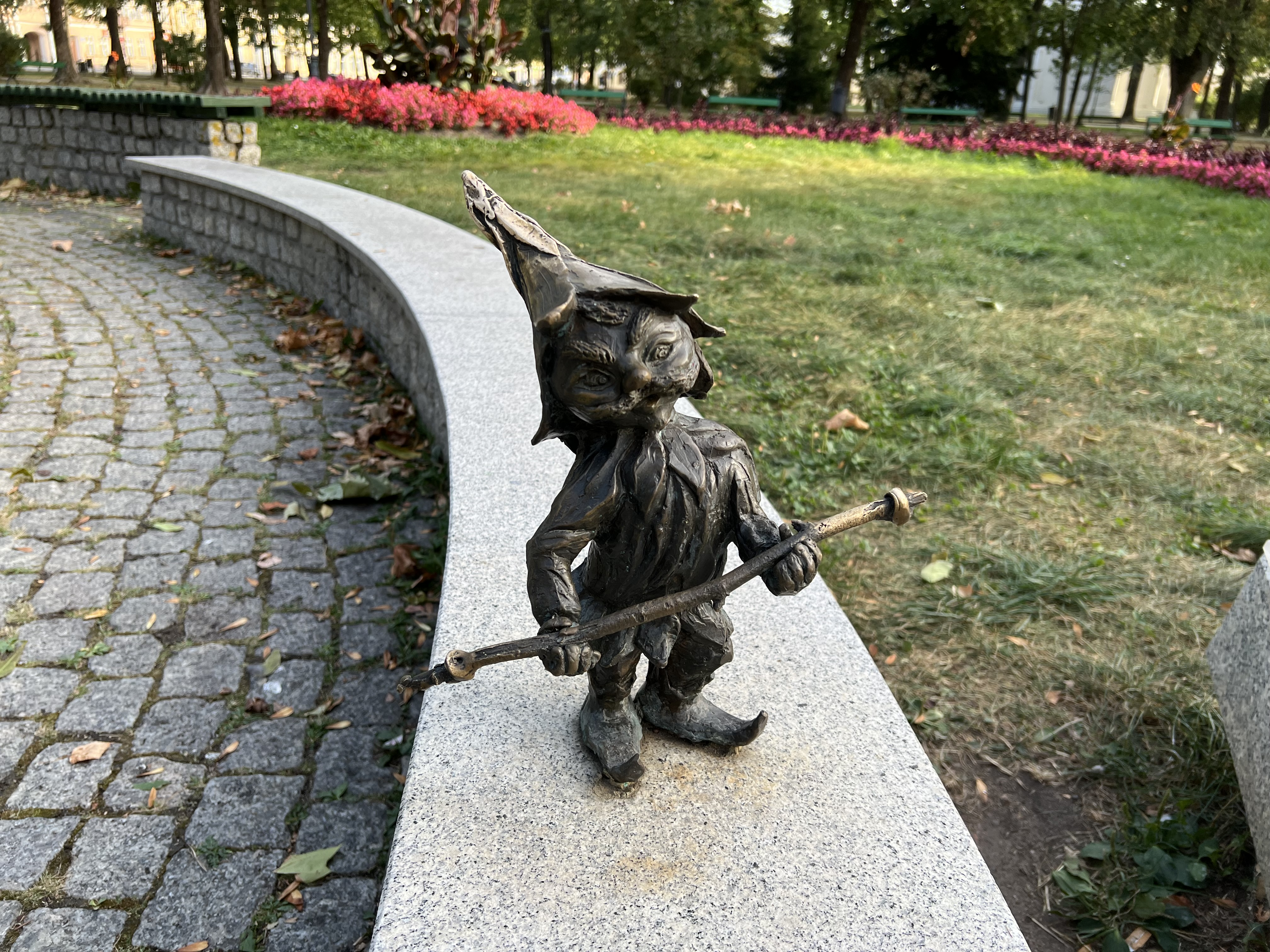
Парк
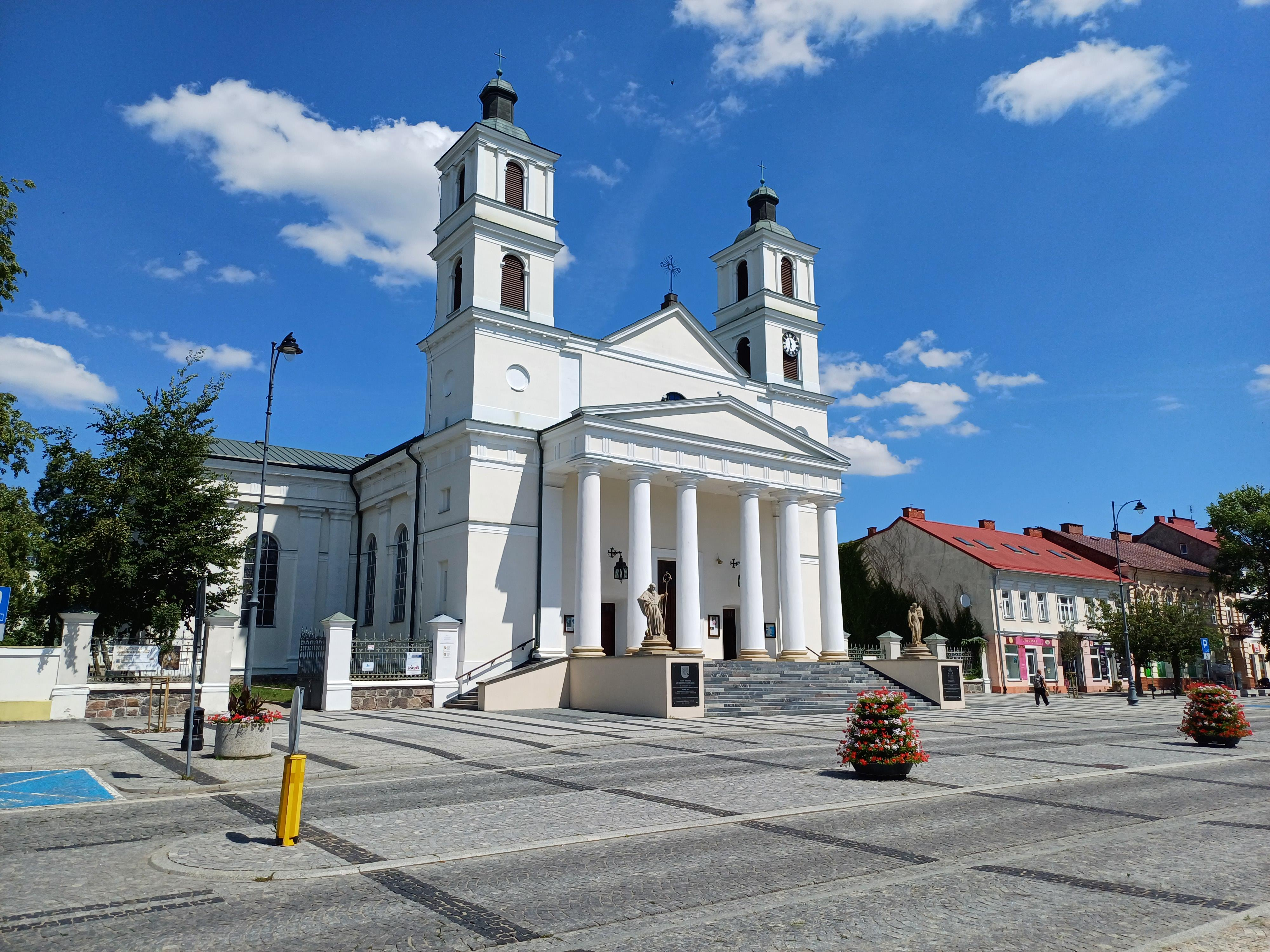
Кафедральный собор св. Александра

## Топографические карты
- Лист карты N-34-XVII Сувалки. Масштаб: 1 : 200 000. Состояние местности на 1980-1984 год. Издание 1989 г.